# Bulbophyllum aristopetalum
Bulbophyllum aristopetalum är en orkidéart som beskrevs av Paul J. Kores. Bulbophyllum aristopetalum ingår i släktet Bulbophyllum och familjen orkidéer. Inga underarter finns listade i Catalogue of Life.